# 앙: 단팥 인생 이야기
《앙: 단팥 인생 이야기》(일본어: あん)는 2015년에 공개된 일본의 드라마 영화이다.

## 출연

### 주연
- 키키 키린
- 나가세 마사토시
- 우치다 카라

### 조연
- 이치하라 에츠코
- 미즈노 미키
- 타이가
- 카네마츠 와카토
- 아사다 미요코